# Dayang Jingxuan
Dayang Jingxuan (chiń. 大陽警玄, pinyin Dàyáng Jǐngxuán; kor. 대양경현 Taeyang Kyŏnghyŏn; jap. Taiyō Keigen; wiet. Đại Dương Khểnh Huyền; ur. 942, zm. 1027) – chiński mistrz chan szkoły caodong, uczeń mistrza chan Liangshana Yuanguana.

## Życiorys
Pochodził z Jiangxia, obecnie miasto Wuchang w prow. Hubei.
W młodym wieku został nowicjuszem w klasztorze Chongxiao w Jingling (Nankin?), którego opatem był stryj (młodszy brat ojca) – Zhitong. W wieku 19 lat przyjął pełną mnisią ordynację. Udowodniwszy Zhitongowi swoje najwyższe zrozumienie Yuanjue jing (Sutry doskonałego oświecenia), został wysłany do innych nauczycieli.
Najpierw praktykował u mistrza chan Yuanjiao Liaoyi. Niezadowolony z braku postępów wyruszył na poszukiwanie innych nauczycieli. W końcu zatrzymał się u mistrza chan szkoły caodong Liangshana Yuanguana. W wyniku wymiany zdań między nimi Jingxuan osiągnął oświecenie. Być może wydarzyło się to w 977 r. Po jakimś czasie mistrz zaaprobował jego zrozumienie i przekazał mu Dharmę tradycji caodong.
Po śmierci mistrza Jingxuan opuścił ten klasztor i udał się na górę Dayang obok Yingzhou (obecnie miasto Jingshan), leżącą w prowincji Hubei. Odwiedził tam mistrza Jiana (był to zapewne Dayan Huijian, mistrz szkoły caodong w 3 pokoleniu od Dongshana Liangjiego). Mistrz ten był pod takim wrażeniem Jingxuana, że zaproponował mu przejęcie klasztoru i zostanie jego opatem. Jingxuan zaakceptował propozycję. Był to 1000 r. i dla 58-letniego Jingxuana było to pierwsze opactwo.
Z biografii wiadomo, że prowadził dość ascetyczne życie. Zawsze jadł tylko jeden posiłek dziennie, nigdy nie opuścił tego klasztoru oraz nigdy nie kładł się do snu. Pomiędzy 1008 a 1016 r. zmienił swoje imię z Jingxuan na Jingyan.
W wieku 80 lat mistrz znalazł się w trudnej sytuacji, gdyż uczniowie, którym zamierzał przekazać Dharmę, zmarli przed nim. Aby ocalić szkołę caodong, mistrz przekazał Dharmę mistrzowi chan ze szkoły linji Fushanowi Fayuanowi (998–1067), który wyraził zgodę na poprowadzenie nauczania w duchu cadong.
16 dnia 7 miesiąca mistrz wszedł na miejsce nauczyciela i pożegnał się ze swoją kongregacją mnisią. Trzy dni później napisał wiersz dla Wanga Shu (963–1043). Gdy skończył pisać, wypuścił pędzelek z dłoni i zmarł.

## Prace literackie
- Dayang Ming’an[2] chanshi gulu (Stare zapiski mistrza chan Ming’ana z Dayang). Praca nie przetrwała do dziś.
- Dayang Ming’an dashi shiba bo miaoyu

## Znaczenie mistrza
Dayang Jingxuan okazał się najważniejszym mistrzem chan szkoły caodong w historii. W momencie, gdy pozostała już tylko jedna linia przekazu Dharmy i dwóch dobrze rokujących uczniów, którzy mieli otrzymać od mistrza przekaz Dharmy, zmarło przed nim – mistrz zdecydował się na niespotykane rozwiązanie sytuacji. Poprosił słynnego wtedy mistrza chan ze szkoły linji – Fushana Fayuana, o dalsze poprowadzenie szkoły w duchu caodong po jego śmierci.
Mistrz Fushan wyraził zgodę i po wielu latach przekazał Dharmę Dayanga i szkoły caodong bardzo zdolnemu uczniowi Touziemu Yiqingowi (1032–1083).
Uratowana w ten sposób jedna z dwu wielkich tradycji chanu, już za prawnuka w Dharmie Dayanga, wybitnego mistrza Furonga Daokaia (1043–1118) przeżyła wielki rozkwit. Zrewitalizowana szkoła została w 200 lat po mistrzu Dayangu przeniesiona do Japonii przez jednego z największych mistrzów zen w historii tego kraju – Dōgena.

## Linia przekazu Dharmy zen
Pierwsza liczba oznacza kolejność pokoleń od Pierwszego Patriarchy chan w Indiach Mahakaśjapy.
Druga liczba oznacza kolejność pokoleń od Pierwszego Patriarchy chan w Chinach Bodhidharmy.
Trzecia liczba oznacza początek nowej linii przekazu w innym kraju.
- 34/7. Qingyuan Xingsi (660–740)
- 35/8. Shitou Xiqian (700–790) autor poematu Cantong qi
- 36/9. Yueshan Weiyan (751–834) (także Yaoshan)
- 37/10. Yunyan Tansheng (770–841)
- 38/11. Dongshan Liangjie (807–869) Szkoła caodong
  - 39/12. Yunju Daoying (zm. 902)
    - 40/13/1. Sŏngak Hyŏngmi (864–917) Korea
    - 40/13/1. Chinch’ŏl Iŏm (869–936) Korea. Szkoła sumi san
    - 40/13. Tong’an Daoying (Daopi)(bd)
      - 41/14. Tong’an Guanzhi (bd)
        - 42/15. Liangshan Yuanguan (bd)
          - 43/16. Shimen Huiche (bd)
          - 43/16. Dayang Jingxuan* (943–1027) (*także Jingyan)
            - 44/17. Xingyang Qingpou (bd)
            - 44/17[a]. Fushan Fayuan[3] (991–1067) (także Yunjian)
              - 45/18. Touzi Yiqing (1032–1083)
                - 46/19. Dahong Bao’en (1058–1111)
                - 46/19. Furong Daokai (1043–1118)
                  - 47/20. Danxia Zichun (1064–1119)
                    - 48/21. Hongzhi Zhengjue (1091–1157) (także jako Tiantong), autor Congrong lu
                      - 49/22. Jingyin Kumu (bd)
                      - 49/22. Liaotang Siche (bd)
                      - 49/22. Sizong (1085–1153)
                      - 49/22. Zhide Huihui (1097–1183) ta linia przekazu zakończyła się po 10 pokoleniach

                    - 48/21. Huizhao Qingyu (1078–1140)
                    - 48/21. Zhenxie Qingliao (1088–1151)
                      - 49/22. Tiantong Zongjue (1091–1162)
                        - 50/23. Xuedou Zhijian (1105–1192)
                          - 51/24. Tiantong Rujing (1163–1228)
                            - 52/25/1. Dōgen Kigen (1200–1253) Japonia. Szkoła sōtō